# Viso (Giambattista Basile)

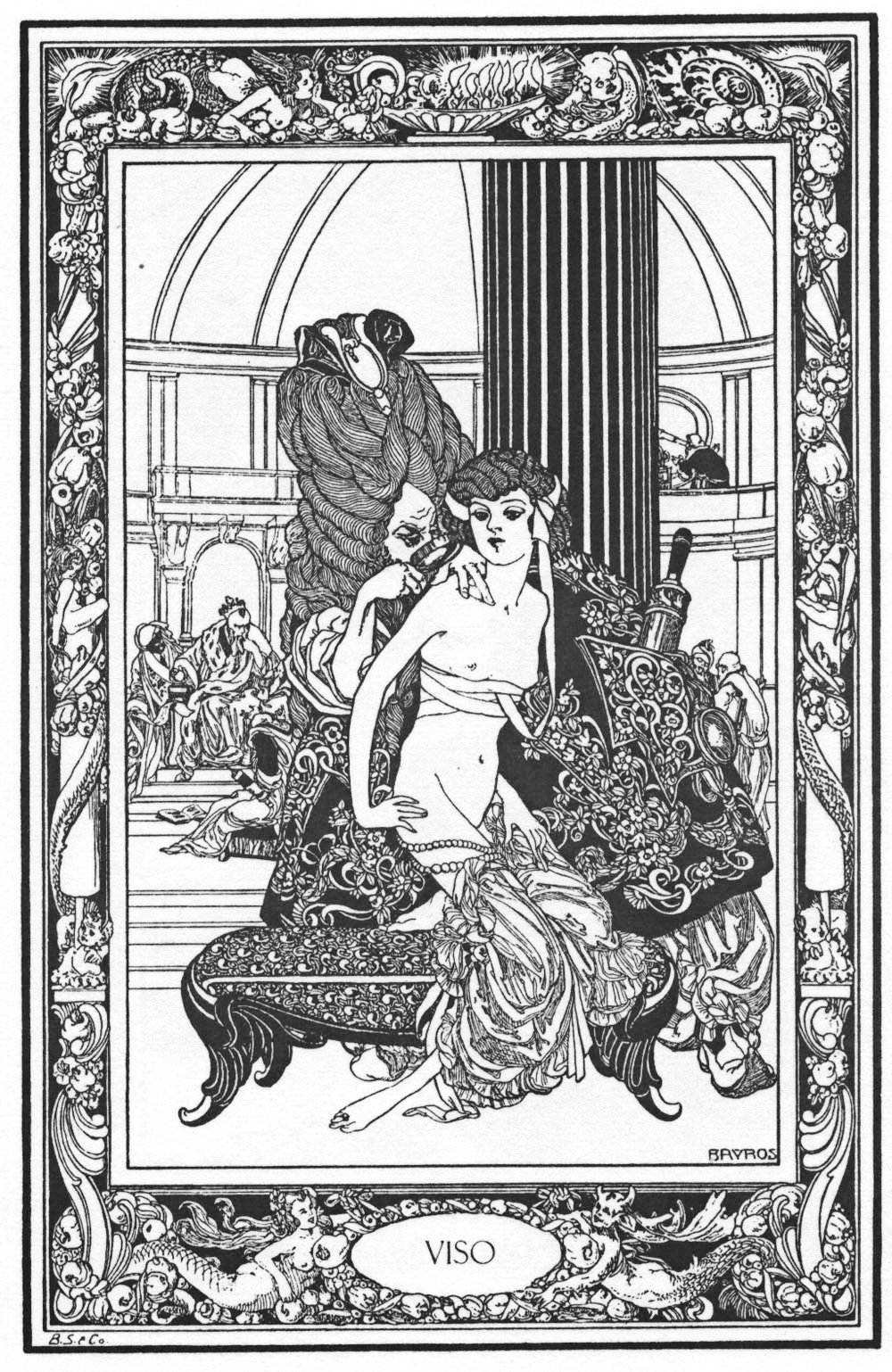
Illustration von Franz von Bayros, 1909

Viso (neapolitanisches Original: Lo Viso, das Gesicht) ist ein Märchen (vgl. AaTh 410, 313). Es steht in Giambattista Basiles Sammlung Pentameron als dritte Erzählung des dritten Tages (III,3). Benedetto Croces italienische Ausgabe von 1957 schrieb den Titel Il «bianco viso», was Adolf Potthoff mit Das helle Antlitz übersetzte.

## Inhalt
Weil seine Tochter Renza einmal ihr Leben durch einen Knochen verlieren soll, sperrt der König sie in den Turm. Da spricht sie einmal durchs Fenster mit einem Prinzen und bricht mithilfe eines Hundeknochens durch die Wand aus. Der Prinz hat Spaß mit ihr und verlässt sie unterwegs, als seine Mutter schreibt, sie liege im Sterben. Renza folgt ihm als Mann verkleidet und sagt ihm Verse über seine einsame Frau, die er immer wieder hören will. Daheim hat die Mutter ihm eine Braut besorgt. Renza darf mitessen und klagt allein im Garten, während das Paar sich bespricht. Noch beim zu Bett gehen muss Renza ihm die Verse wiederholen, bis das der Braut zu viel wird. Beim Klang des Kusses stirbt Renza. Da erkennt er sie und ersticht sich.

## Bemerkungen
Der Titel bezieht sich auf den magischen Vers: „O ianco viso, deh chi me t'ha levato da lo canto?“ (O blass Gesicht, ach sag, wer hat dich von mir fortgenommen?), der den Prinzen zu spät an seine Braut erinnert. Ihr Lamento im Garten wälzt Basile breit aus. Das traurige Ende, für ein Märchen unerwartet, erinnert an Dramen wie Romeo und Julia. Ähnlich ist Rodolino in Straparolas Piacevoli notti. Das Motiv 'Held vergisst seine Braut' gibt es schon in Troyes’ Yvain (später Aues Iwein), die Jungfrau im Turm bei Danaë. Vgl. bei Basile zum Ausbruch aus dem Turm IV,5 Der Drache, II,1 Petrosinella, V,5 Sonne, Mond und Talia, zur vergessenen Braut im Männerkleid III,6 Der Knoblauchwald, III,9 Rosella, IV,6 Die drei Kronen, V,3 Pinto Smauto, V,9 Die drei Zitronen. Vgl. Grimms Märchen Nr. 50, 56, 88, 89, 127, 113, 186, 193, 198, 59a.
Wie Walter Scherf bemerkt, fehlt hier die Mutter, da der Vater. Während aber Renza sich ablöst und um den Mann kämpft, verfälscht er die Ahnungen eigenständiger Liebe zu leerer Wiederholung, unfähig, ihr ins „Gesicht“ zu sehen.